# Brandin Cooks
Brandin Cooks (Stockton, California, 25 de septiembre de 1993) es un jugador profesional estadounidense de fútbol americano que se desempeña en la posición de wide receiver en Dallas Cowboys, equipo de la National Football League (NFL).

## Carrera
Fue seleccionado en la primera ronda en la Reunión Anual de Selección de Jugadores de la NFL de 2014. Hizo su debut profesional con el equipo New Orleans Saints, en el cual jugó tres temporadas (2014-2017), después pasó a New England Patriots (2017-2018), luego a Los Angeles Rams (2018-2020), posteriormente a Houston Texans (2020-2023), y finalmente a Dallas Cowboys, donde lleva jugando una temporada.